# SECTOR (B-DASHの曲)
『SECTOR』（セクター）は、日本のバンドB-DASHの4枚目のシングルである。2003年5月21日発売。発売元はUNLIMITED GROUP。

## 概要
- 前作から8ヶ月ぶりとなるシングル。
- CCCD。

## 収録曲
1. SECTOR(3:29)
作詞・作曲：GONGON、編曲：B-DASH
2. フーファイ〔Self cover〕(3:33)
作詞・作曲：GONGON、編曲：B-DASH
スプリット「FAMILY VOL.1」に収録されていた曲のセルフカバー
3. パッチ5(2:24)
作詞・作曲：GONGON、編曲：B-DASH
4. Get it way〔Live ver.〕(2:41)
作詞・作曲：GONGON、編曲：B-DASH
ミニアルバム「FREEDOM」に収録されていた曲のライブ音源

## 収録アルバム

### SECTOR
- オリジナル『ビッグ ブラック ストア (連絡しろ)』（2004年2月4日）
- ベスト『B-DASH BEST』（2004年10月14日）
- ベスト『LEAD SONG COLLECTION』（2007年5月16日）
- ベスト『オールタイムベスト』（2010年3月17日）

### フーファイ
- ベスト『B-DASH BEST』（2004年10月14日）
- ベスト『オールタイムベスト』（2010年3月17日）